# Misael Dávila
Misael Aldair Dávila Carvajal (Iquique, 17 luglio 1991) è un calciatore cileno, centrocampista del Palestino.

## Carriera
Ha giocato nella prima divisione cilena.

## Palmarès

### Club

#### Competizioni nazionali
- Copa Chile: 1

Dep. Iquique: 2010
- Primera B: 1

Dep. Iquique: 2010